# Iván Duque López
Néstor Iván Duque López (Colombia) es un militar colombiano, coronel retirado del Ejército Nacional de Colombia, y luego Comandante del Batallón Bejarano Muñoz de la Brigada XVII. Es conocido por estar involucrado en varios casos de crímenes de lesa humanidad.   

## Reseña biográfica
Estuvo a cargo de la Comandancia del Batallón de Ingenieros Carlos Bejarano Muñoz, de la Brigada XVII del Ejército, con sede en Carepa (Urabá, Antioquia). Actualmente se desempeña como asesor técnico. Se desconoce su paradero.  

## Investigaciones por crímenes de lesa humanidad
Nestor Iván Duque López cuenta con múltiples denuncias ante la Corte Interamericana de Derechos Humanos por detención arbitraria de la libertad, torturas, amenazas y falsedad en documentos públicos por actuaciones relacionadas con su cargo en la Brigada XVII del Ejército. Duque López denunció en septiembre de 2005 a sus denunciantes, tres defensores de Derechos Humanos, por delitos de injuria, calumnia y falsa denuncia; tras lo cual se empezó una investigación que terminó en preclusión, pues uno de los testigos del proceso admitió que el Coronel Duque lo torturó y presionó para declarar en contra de la Comunidad de Paz de San José de Apartadó y en contra del abogado de la Comunidad, Elkin Ramírez. También hay acusaciones reiteradas en su contra por hostigamientos a la Comunidad de Paz de San José de Apartadó, y por hostigamientos a varios líderes y defensores de Derechos Humanos.
A continuación se explica, con base en los registros del proceso, cómo se tramitó la investigación por parte de la Procuraduría:

El 28 de febrero de 2007, gracias a un Derecho de Petición interpuesto meses antes, se obtuvo respuesta de la Procuraduría Provincial de Apartadó para conocer el expediente disciplinario 045-06869/04, dentro del cual se decretó el archivo de las diligencias que investigaban la conducta del CORONEL NÉSTOR IVÁN DUQUE LÓPEZ, quien había torturado a varios pobladores de la zona de San José de Apartadó, entre otras muchas conductas punibles. En efecto, allí se comprueba que el Procurador Provincial ORLANDO ALBERTO TIRADO GONZÁLEZ ordenó el archivo definitivo de las investigaciones el 15 de febrero de 2005. Impresiona, al leer el expediente, que la conducción del proceso la hace prácticamente el mismo Coronel Duque, quien por medio de oficios le va diciendo al Procurador qué documentos debe tener en cuenta; a quiénes debe entrevistar o solicitar declaraciones y qué piezas debe anexar; la actividad del Procurador se limita a hacer el resumen de las piezas procesales entregadas, conducidas y controladas por el Coronel, en las cuales fundamenta su conclusión de “desvirtuar las conductas que se le endilgan” para archivar el caso y “limpiar” su hoja de vida. Las piezas centrales del expediente son las retractaciones de dos torturados: ELKIN DARÍO TUBERQUIA TUBERQUIA y APOLINAR GUERRA GEORGE, quienes rinden declaraciones en la misma Brigada XVII (los días 13 y 20 de enero de 2005); ambos manifiestan que las denuncias de torturas a que fueron sometidos eran “falsas”.
Javier Giraldo - Defensor de derechos humanos

### Tortura
Las investigaciones del Padre Javier Giraldo han reconstruido el proceder del Coronel Iván Duque López durante su comandancia en la Brigada XVII del Ejército. Así relata uno de los casos más emblemáticos:

Yo había conocido a esta víctima, Elkin Darío Tuberquia, luego de su detención arbitraria el 12 de marzo de 2004, cuando me relató personalmente las torturas a que fue sometido por el Coronel Néstor Iván Duque y otro militar a quien llamaban “Mi Primero Esteban”. Según aquel testimonio, relatado en un ambiente de absoluta espontaneidad creado por él mismo, el Coronel le retorcía el cuello de la camisa hasta casi ahorcarlo; lo levantaba del piso desde el cuello retorcido y desde el cabello dándole golpes en la cabeza contra un muro y patadas en el estómago. Luego de molerlo a golpes llegó con un celular en mano y le dijo que si no “confesaba” lo entregaría a paramilitares que estaban ya esperando en la puerta para asesinarlo. Le advirtió que tenía 10 personas listas para acusarlo (otros jóvenes que habían cedido a las presiones para hacer acusaciones falsas bajo amenazas o sobornos y que ahora actuaban como “testigos” judiciales). Cuando llegó el Defensor del Pueblo, el Coronel le dijo que Elkin estaba “colaborando voluntariamente con el ejército”.
Javier Giraldo - Defensor de derechos humanos

### Masacre de San José de Apartadó, 21 de febrero de 2005
En 2009, la Fiscalía General de la Nación dictó orden de captura contra Néstor Iván Duque López, en medio de una investigación sobre delitos de concierto para delinquir, homicidio en persona protegida y actos de barbarie, en relación con los hechos ocurridos en febrero de 2005, cuando ocho personas de la Comunidad de Paz de San José de Apartadó fueron cruelmente masacradas. El exparamilitar Ever Veloza, alias H.H., es uno de los testigos que más ha aportado y conducido a pruebas en contra de Duque López. Según las versiones de Ever Veloza, era Duque López quien solicitaba y proporcionaba el dinero para la compra de "testigos" para responsabilizar a las FARC por la masacre de febrero de 2005, y así encubrir la autoría de las AUC en los hechos. Entre sus declaraciones se resalta la siguiente: 

"[Duque López] Me dijo que la plata era para dársela a unos testigos desmovilizados de las Farc [los campesinos torturados Elkin Tuberquia y Apolinar Guerra] que iban a declarar a Bogotá y que iban a decir que la masacre de San José de Apartadó la habían cometido las Farc, no recuerdo para qué mes del 2005, pero lo que sí recuerdo es que eso fue en ese año [...] Duque era un colaborador nuestro en la zona de Urabá con quien coordinábamos y le presentábamos guías”
Ever Veloza, alias H.H.

Esta versión concuerda con el testimonio de Apolinar Guerra George, un campesino de San José de Apartadó, quien admitió haber mentido en su declaración sobre la Masacre de febrero de 2005:

“Fui a declarar que esa masacre la había hecho la guerrilla porque el mismo coronel Duque me dijo que dijera que había sido las Farc. ¿Por qué hice yo esto? Porque estaba convencido de todas las promesas del coronel Duque me estaba haciendo y como yo no sabía nada de leyes y de los problemas que esto me traía, fui y yo decía todo lo que el coronel me indicaba [...] Según el coronel Duque, él demandaba y había una indemnización, y que iríamos por partes iguales, no sólo yo sino todos los desmovilizados y ahí yo caí en todas las promesas que él hacía"
Apolinar Guerra George